# Oxyanthus latifolius
Oxyanthus latifolius är en måreväxtart som beskrevs av Otto Wilhelm Sonder. Oxyanthus latifolius ingår i släktet Oxyanthus och familjen måreväxter. Inga underarter finns listade i Catalogue of Life.